# Magyar atlétikai bajnokság
A legrégebbi sportágként tekintünk az atlétikára hiszen sporteszközök és versenypályák nélkül is végezhető a legtöbb száma. Futás, gyaloglás, ugrás vagy dobás a mindennapi élet része is. Az ókori harcosok is ezekkel a gyakorlatokkal tartották magukat formában a háborúk közti szünetekben. Az ókori görög testnevelési rendszer hozta létre a négyévenkénti olimpiai játékokat, az első említése i. e. 776-ból jegyezte fel Korobios a stadionfutás győztesének nevét, és innen számítjuk az olimpiai játékok kezdetét. Ezek fő számai az atlétikaiak voltak. Kezdetben csak a mai rövidtávú futásnak megfelelő stadionfutásból állt. Később fokozatosan bővült ki a program közép- és hosszútávú futással majd pentatlonnal (ötpróba) amelynek számai közé tartozott a távolugrás, gerelyhajítás és a diszkoszvetés. Az olimpiai játékok i. sz. 393-as betiltása után csak a népi mulatságok részeként maradtak fent az atlétikai számok.

## Atlétikai bajnokság
Az atlétika feléledése a 19. század közepén indult meg, az úri sportegyesületek (tenisz, vívás) létrejöttével, ezekben már rendeztek népies versenyeket futásban, ugró és dobó számokban. 1875-ben alakult meg a Magyar Atlétikai Club amely elsőként karolta fel a népi sportokat, atlétikát, úszást, vízilabdát, birkózást és ökölvívást. Az első atlétikai bajnokságot is a MAC rendezte meg 1896-ban csupán két számban 100 yardos és 1 mérföldes futásban. Ezt az Athéni olimpia hatására kezdték el, mivel annak műsorában az atlétika főszerepet játszott, még a súlyemelés is atlétikai számként szerepelt benne.
1897-ben hét egyesület megalapította a Magyar Atlétikai Szövetséget, de a bajnokságot továbbra is 1902-ig a MAC rendezte, 1903-tól vette át a rendezést a szövetség. A kezdeti években a tornászegyesületek is rendeztek atlétikai versenyeket és csak 1908-ra erősödött annyira meg az atlétikai szövetség hogy egyedüli képviselője lett a sportágnak. Az első világháború előtt a magyar atléták Európában az élvonalba tartoztak, több (nem hivatalos) világcsúcsot is tartottak, Dáni Nándor Athénban második lett 800 m futásban, Szokolyi Alajos 100 m-en lett harmadik, Bauer Rudolf Párizsban diszkoszvetésben lett olimpiai bajnok, 1908-ban Gönczy Lajos magasugrásban második, 1912-ben Somodi István harmadik magasugrásban és Kóczán Mór gerelyhajításban lett harmadik.
1914-ig a bajnoksági futószámokat yard és mérföldes távokon rendezték, gerelyhajítást 1911-ben, hármasugrást 1919-ben, tízpróbát és maratont 1925-ben és kalapácsvetést 1937-ben rendezték meg először. 1932-ben kezdődtek a női atléták bajnoki versenyei. Az 1930-as évek elején újra több világszínvonalú sportolónk volt Csák Ibolya, Kovács József, Darányi József és Szabó Miklós.
Az 1950-es évek voltak a magyar atlétika legsikeresebb évei, a dobó számok mellett a középtávú futószámokban is világcsúcsokat állítottak fel Rózsavölgyi István és Iharos Sándor, kalapácsvetésben Németh Imre és Csermák József, olimpiai csúcsot ért el távolugrásban Gyarmati Olga.
1974-ben kezdődtek a fedett pályás bajnokságok és 1981 óta a téli dobóbajnokságot is megrendezik.